# Helene von Watter

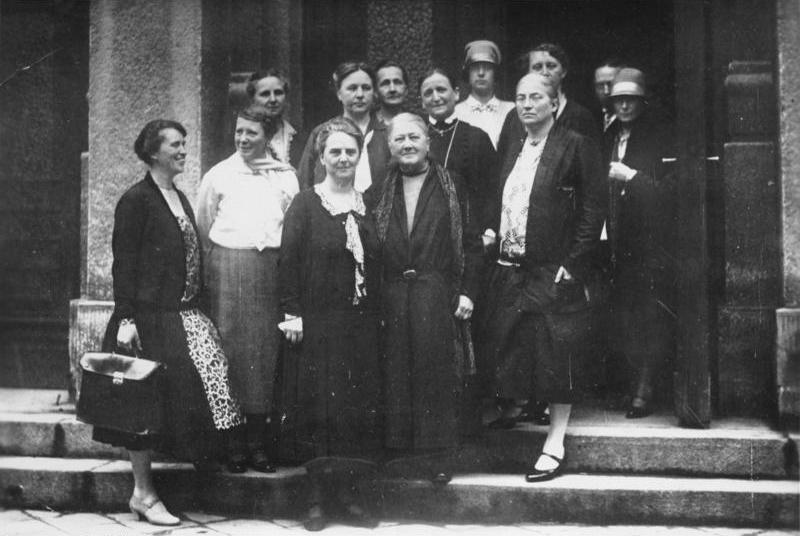
Auf einem DNVP-Parteitag in Königsberg, von links: Elsa Hielscher-Panten, Else von Sperber, Annagrete Lehmann, dahinter Magdalene von Tiling, Margarete Behm, dahinter Therese Deutsch, Helene Freiin von Watter, Paula Müller-Otfried, dahinter Ulrike Scheidel

Helene Wilhelmine Marie Sophie Auguste Freiin von Watter (* 21. April 1895 in Berlin; † 22. Juli 1972 in Waldbröl) war eine deutsche Medizinerin und Politikerin (DNVP).

## Leben
Helene Freiin von Watter entstammte dem alten pommerschen Adelsgeschlecht derer von Watter. Sie wurde als Tochter des Königlich Württembergischen Generalleutnants Maximilian Ludwig Hermann Fidel Freiherr von Watter (1848–1911) und dessen Ehefrau Helene Wilhelmine Marie Pauline Reichsgräfin von Zeppelin-Aschhausen (1858–1911) geboren. Ihre drei Geschwister, alles Mädchen, waren früh verstorben. Nach dem Besuch der Höheren Mädchenschule erhielt sie zunächst Privatunterricht, legte dann das Abitur am Realgymnasium ab und absolvierte im Anschluss eine Ausbildung zur Krankenpflegerin, die sie mit dem staatlichen Krankenpflegeexamen abschloss. In der Folgezeit arbeitete sie als Dolmetscherin für Englische und Französische Sprache. Danach nahm sie ein Studium der Medizin und Volkswirtschaftslehre an den Universitäten in München, Tübingen und Berlin auf, das sie mit dem Staatsexamen und 1923 mit der Promotion zum Dr. med. beendete.
Sie erlernte die russische Sprache und bereiste zweimal inkognito die Sowjetunion. Über die Lage der Menschen dort berichtete sie auf Vorträgen und veröffentlichte das Buch Eine deutsche Frau erlebt Sowjetrussland.
Watter war von 1923 bis 1933 als praktische Ärztin in Potsdam tätig. Sie gehörte dem Hartmannbund an, war Mitglied des Bundes Deutscher Ärztinnen (BDÄ) und von 1925 bis 1933 Mitglied des Preußischen Landesgesundheitsrates. Darüber hinaus betätigte sie sich in verschiedenen gesundheits- und sozialpolitischen Verbänden. Sie gehörte dem Bund Königin Luise, dem Deutsch-Evangelischen Frauenbund, dem Deutschen Frauenbund und dem Frauenbund der Deutschen Kolonialgesellschaft an. Von 1927 bis 1934 leistete sie Mitarbeit für die Ärztlichen Mitteilungen. Während der Zeit der Weimarer Republik trat sie in die DNVP ein, für die sie von 1924 bis 1933 als Abgeordnete dem Preußischen Landtag angehörte. Sie fungierte als Expertin für Rassenhygiene in der DNVP und hielt zahlreiche Vorträge zu diesem Thema. Außerdem gehörte sie der Expertenkommission an, die den Vorschlag für ein Sterilisationsgesetz erarbeitete, den der preußische Landesgesundheitsrat im Juli 1932 dem preußischen Minister für Volkswohlfahrt vorlegte.
Helene von Watter arbeitete von 1933 bis 1934 als Kassenärztin in Gladbeck und praktizierte von 1936 bis 1948 in gleicher Funktion in Berlin. Von 1948 bis 1960 war sie ärztliche Geschäftsführerin der Bezirks- und Abrechnungsstelle der Kassenärztlichen Vereinigung Nordrhein mit Sitz in Köln. Gleichzeitig fungierte sie als Ausbilderin von Sprechstundenhilfen. Sie betätigte sich erneut politisch und kandidierte dreimal erfolglos für den Deutschen Bundestag, bei der Bundestagswahl 1949 auf der Landesliste der DKP-DRP, bei der Bundestagswahl 1961 auf der Landesliste der GDP und bei der Bundestagswahl 1969 auf der Landesliste der NPD.

## Schriften
- Eine deutsche Frau erlebt Sowjetrußland, Bergstadtverlag, Breslau 1932.
- Praxisfibel: Leitfaden für die Arzthelferin, Deutscher Ärzteverlag, 1966.